# 三山 (南京)
三山，位于南京市雨花台区板桥街道三山村的长江边，是南北相连、三峰并列的一座山，其中突出于江中的部分称为三山矶。海拔54.5米。矶上原有三山寺，后朱元璋改名为护国寺，并修建望江楼和观音阁，1966年被毁。三山门、三山街及三山村之名源自此山。

## 文学作品
- 谢朓《晚登三山还望京邑》：“灞涘望长安，河阳视京县。白日丽飞甍，参差皆可见。馀霞散成绮，澄江静如练。喧鸟覆春洲，杂英满芳甸。去矣方滞淫，怀哉罢欢宴。佳期怅何许，泪下如流霰。有情知望乡，谁能鬒不变！”
- 李白《登金陵凤凰台》：“三山半落青天外，二水中分白鹭洲。”

## 延伸阅读
[在维基数据编辑]
 《欽定古今圖書集成·方輿彙編·山川典·三山部》，出自陈梦雷《古今圖書集成》